# Merlo, Buenos Aires
Merlo là thành phố tọa lạc tại vùng đô thị Buenos Aires. Thành phố có 244.168 người (theo điều tra 2001). Thành phố được thành lập bởi Francisco de Merlo năm 1755 và xây dựng lại bởi Juan Dillon vào năm 1859.
Merlo được chia thành hai khu vực đặc biệt: Merlo Centro, khu tầng lớp trung lưu cụm xung quanh các nhà ga xe lửa, và khu vực giai cấp công nhân, hầu hết trong số họ dọc theo sông Reconquista.
Trung tâm hành chính và thương mại xung quanh đại lộ chính, Avenida del Libertador General San Martín. Con đường này có hai hàng cây kéo dài trong bảy khối phố từ ga đường sắt tới khu di tích lịch sử và có vài tòa cao hơn hai tầng.
Merlo giáp Moreno và Paso del Rey-cả hai thành phố trong Moreno Partido và sông Reconquista (phía tây bắc), San Antonio de Padua (phía Bắc), Libertad và Parque San Martín (phía đông) và Mariano Acosta (phía nam).